# Leqalān
Leqalān (persiska: لغلان, لقلان, Leghlān) är en ort i Iran.   Den ligger i provinsen Östazarbaijan, i den nordvästra delen av landet, 500 km nordväst om huvudstaden Teheran. Leqalān ligger 573 meter över havet och antalet invånare är 279.
Terrängen runt Leqalān är kuperad åt sydväst, men åt nordost är den bergig. Leqalān ligger nere i en dal. Runt Leqalān är det ganska tätbefolkat, med 58 invånare per kvadratkilometer. Närmaste större samhälle är Hūrānd, 9,8 km väster om Leqalān. Trakten runt Leqalān består i huvudsak av gräsmarker.